# Eddie (canção de Red Hot Chili Peppers)
"Eddie" é uma canção da banda de rock alternativo estadunidense Red Hot Chili Peppers, lançada na madrugada de 23 de setembro de 2022, após uma prévia lançada no dia 21 de setembro. Foi lançado como um single promocional do Return of the Dream Canteen, o décimo terceiro álbum do grupo e o segundo álbum de 2022. A canção se trata de uma homenagem ao guitarrista Eddie Van Halen.

## Informações
"Eddie" é a quarta faixa do álbum Return of the Dream Canteen, sendo a segunda faixa a ser disponibilizada deste álbum ao público. Apresenta uma sonoridade típica dos Red Hot Chili Peppers, com uma linha de baixo expressiva, uma guitarra elétrica marcante e a bateria consistente. Os solos de guitarra de John Frusciante são uma referência clara à técnica usada por Eddie Van Halen.
Em 21 de setembro de 2022, nas redes sociais da banda, foi lançada uma prévia da canção, de cerca de um minuto. Dois dias depois, a canção seria lançada oficialmente pela Warner Records.
O solo desta música foi eleito por leitores da Guitar World como o nono melhor solo de guitarra de 2022.

## Antecedentes e composição
Esta faixa começou a ser composta no fim de 2021, pouco após a morte de Eddie Van Halen, fundador e guitarrista da banda Van Halen. As letras da música fazem menção à vida do músico, que nascera em Amsterdã, nos Países Baixos: "Got hammers in both my hands, such a delicate touch/ They say I’m from Amsterdam, does that make me Dutch?". Em outros versos, há menção a David Lee Roth, conhecido por seus trabalhos na banda e também por sua relação controversa com Van Halen: "Please don't remember me, for what I did with David / You know I'm talkin' David Lee". Em outro momento, a letra referencia a Gibson Flying V, popularizada pelo mesmo.
Após o lançamento do single, em setembro de 2022, Anthony Kiedis publicou em suas redes sociais, onde afirmou que a composição de "Eddie" havia sido iniciada pelo baixista Flea:

Às vezes, não percebemos o quão profundamente afetados e conectados estamos com os artistas até o dia em que eles morrem. Eddie Van Halen era único. No dia seguinte à sua morte, Flea entrou no ensaio com uma linha de baixo emocional. John, Chad e eu começamos a tocar junto e logo com todos os nossos corações, uma música em sua homenagem se desenrolou sem esforço.— Anthony Kiedis
Embora não possuísse um videoclipe oficial, o single foi acompanhado de um visualizer, caracterizado por uma estética psicodélica presente no álbum. No mesmo dia, Anthony Kiedis publicou em suas redes sociais que a canção diz sobre como Eddie não deve ser lembrado pela sua morte, mas sim, pelo que fez em vida.

## Faixas
Todas as faixas escritas e compostas por Anthony Kiedis, Flea, John Frusciante e Chad Smith. 
| N.º | Título  | Duração |  |
| 1.  | "Eddie" | 5:42    |  |

## Paradas e posições
| País/Parada (2022)                | Melhor posição |
| --------------------------------- | -------------- |
| Japão (Billboard Japan)           | 9              |
| Nova Zelândia (Recorded Music NZ) | 18             |

## Créditos

#### Red Hot Chili Peppers
- Anthony Kiedis - vocais
- Flea - baixo
- John Frusciante - guitarra, vocais
- Chad Smith - bateria

#### Créditos adicionais
- Rick Rubin - produção
- Ryan Hewitt - engenharia de áudio